# Bärm

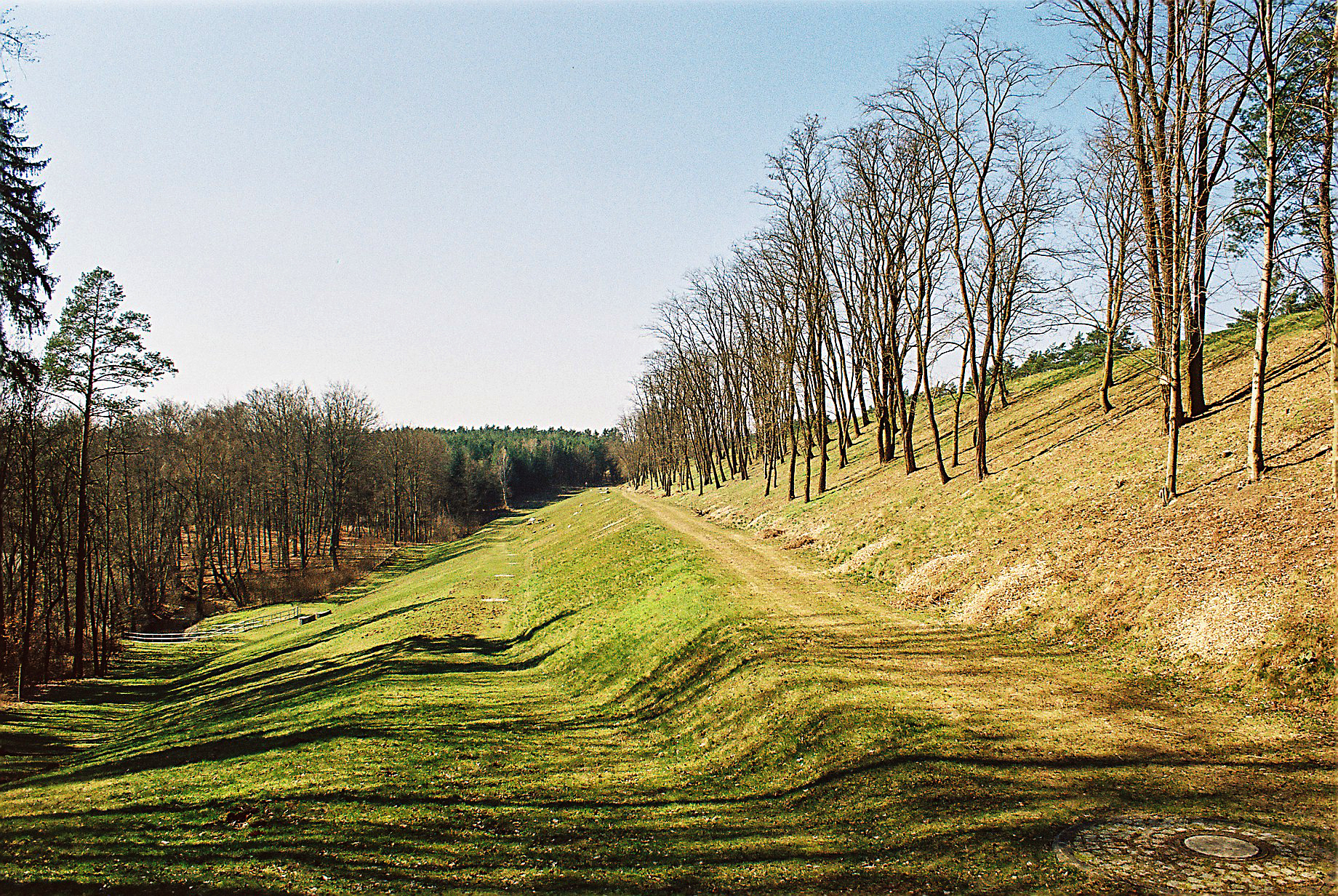
Fyllningsdamm med två bärmer.

Bärm är en vågrätt avsats i en jordsluttning för att minska trycket på sluttningens nedre delar och hindra ras.

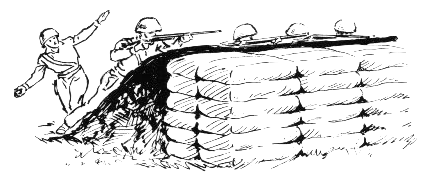
Enkelt provisoriskt bröstvärn med bärm och sandsäckar.

Vid fältbefästningar lämnas en bärm mellan ryggvallen och graven (vallgrav, stormgrav) samt vid förgrav mellan denna och bröstvärnets yttersluttning.